# Crocidura allex
Crocidura allex, musaraña de las tierras altas de África oriental o, simplemente, de las tierras altas, es una especie de la familia Soricidae.
Es una especie rara con poblaciones en declive, aunque localmente abundantes en el monte Kilimanjaro, a unos 3500 m s. n. m. Su estatus en la Lista Roja de la UICN es de «vulnerable» debido a su escasa área de distribución y el continuo deterioro de la calidad y extensión de su hábitat. Sus mayores amenazas son la expansión de la agricultura, el turismo y el calentamiento global. Se encuentra en cuatro poblaciones separadas, una en Kenia, en las tierras altas cerca de Nairobi, y otras tres en Tanzania, en los montes Kilimanjaro, Meru y cráter del Ngorongoro, a altitudes comprendidas entre los 2000 y 4000 m s. n. m. Habita praderas y zonas encharcadas de la zona afroalpina, incluso por encima de la línea arbolada.